# Kenneth Sørensen
Kenneth Sørensen (født 14. marts 1982) er en dansk fodboldspiller, der spiller for GVI. Han bliver brugt som defensiv midtbanespiller.
Kenneth Sørensen kom til AC Horsens fra Holbæk B&I i sommeren 2006 sammen med klubkammeraten Gilberto Macena. Mens Macena hurtigt etablerede sig som en af AC Horsens bærende kræfter, havde Kenneth Sørensen svært ved at tilspille sig en plads på holdet, og det blev kun til få optrædener i Superligaen for klubben. 9. juni 2008 blev han solgt til Herfølge BK, som senere blev til HB Køge.